# Pipraich
Pipraich é uma cidade e uma nagar panchayat no distrito de Gorakhpur, no estado indiano de Uttar Pradesh.

## Geografia
Pipraich está localizada a 26° 50′ N, 83° 32′ L. Tem uma altitude média de 71 metros (232 pés).

## Demografia
Segundo o censo de 2001, Pipraich tinha uma população de 14,829 habitantes. Os indivíduos do sexo masculino constituem 52% da população e os do sexo feminino 48%. Pipraich tem uma taxa de literacia de 61%, superior à média nacional de 59.5%: a literacia no sexo masculino é de 70% e no sexo feminino é de 51%. Em Pipraich, 15% da população está abaixo dos 6 anos de idade.